# Euphyia yerba
Euphyia yerba är en fjärilsart som beskrevs av William Schaus 1901. Euphyia yerba ingår i släktet Euphyia och familjen mätare. Inga underarter finns listade i Catalogue of Life.